# Ion Corvin
 (mars 2022).
La mise en forme du texte ne suit pas les recommandations de Wikipédia : il faut le « wikifier ».
Les points d'amélioration suivants sont les cas les plus fréquents. Le détail des points à revoir est peut-être précisé sur la page de discussion.
- Les titres sont pré-formatés par le logiciel. Ils ne sont ni en capitales, ni en gras.
- Le texte ne doit pas être écrit en capitales (les noms de famille non plus), ni en gras, ni en italique, ni en « petit »…
- Le gras n'est utilisé que pour surligner le titre de l'article dans l'introduction, une seule fois.
- L'italique est rarement utilisé : mots en langue étrangère, titres d'œuvres, noms de bateaux, etc.
- Les citations ne sont pas en italique mais en corps de texte normal. Elles sont entourées par des guillemets français : « et ».
- Les listes à puces sont à éviter, des paragraphes rédigés étant largement préférés. Les tableaux sont à réserver à la présentation de données structurées (résultats, etc.).
- Les appels de note de bas de page (petits chiffres en exposant, introduits par l'outil «  Source ») sont à placer entre la fin de phrase et le point final[comme ça].
- Les liens internes (vers d'autres articles de Wikipédia) sont à choisir avec parcimonie. Créez des liens vers des articles approfondissant le sujet. Les termes génériques sans rapport avec le sujet sont à éviter, ainsi que les répétitions de liens vers un même terme.
- Les liens externes sont à placer uniquement dans une section « Liens externes », à la fin de l'article. Ces liens sont à choisir avec parcimonie suivant les règles définies. Si un lien sert de source à l'article, son insertion dans le texte est à faire par les notes de bas de page.
- La présentation des références doit suivre les conventions bibliographiques. Il est recommandé d'utiliser les modèles {{Ouvrage}}, {{Chapitre}}, {{Article}}, {{Lien web}} et/ou {{Bibliographie}}. Le mode d'édition visuel peut mettre en forme automatiquement les références.
- Insérer une infobox (cadre d'informations à droite) n'est pas obligatoire pour parachever la mise en page.

Pour une aide détaillée, merci de consulter Aide:Wikification.
Si vous pensez que ces points ont été résolus, vous pouvez retirer ce bandeau et améliorer la mise en forme d'un autre article.
Ion Corvin est une commune du județ de Constanța, dans le nord de la Dobroudja, en Roumanie. Elle est composée de cinq villages :
- Ion Corvin (noms historiques : Cuzgun jusqu'en 1912, turc : Kuzgun )
- Brebeni (nom historique : Ciucurchioi , turc : Çukurköy )
- Crângu (noms historiques : Caramat jusqu'en 1968, turc : Karamat )
- Rariștea (noms historiques : Gura Orman , Bazarghian )
- Viile (nom historique : Beilic jusqu'en 1964, turc : Beylik )
- Le territoire de la commune comprend également l'ancien village de Mircești (nom historique : Demircea ), situé à 44°8′N 27°48′E , supprimé par décret présidentiel en 1977.

## Étymologie
Au cours du XXe siècle, de nombreuses villes roumaines ont changé de nom, soit pour rendre hommage au régime communiste, soit au contraire pour roumaniser le nom de certaines communes pour leur donner des sonorités moins hongroises, allemandes ou turques.
Ion Corvin tire son nom d'un hommage à Jean Hunyadi (en roumain Ioan Corvin, dit Iancu de Hunedoara ; en hongrois János Hunyadi).
Au XVe siècle, János Hunyadi était un boyard roumain converti au catholicisme qui s'illustra lors de nombreux faits de guerre, notamment au cours de la croisade de Varna, pour reconquérir les Balkans, tenus par les ottomans. Il fut régent de Hongrie. Il était aussi le père de Matthias Corvin, considéré comme l'un des plus grands rois de Hongrie 
L'épithète Corvin (en latin : Corvinus), adoptée par Mathias, trouverait son origine dans le blason de la famille de Huniade qui montre un corbeau (corvus en latin) tenant un anneau, ce qui peut être en lien avec le « rocher du corbeau » situé dans la grande propriété de la famille en Transylvanie (voir aussi le département de Hunedoara en Roumanie). D'après les annales de Silésie, un jour un corbeau emporta l'anneau que le roi Matthias avait retiré de son doigt. Mathias l'attrapa, le tua et récupéra sa bague : il aurait alors pris le corbeau comme symbole de son sceau en mémoire de cet événement. D'autres prétendent que lorsque le jeune Matthias était en prison à Prague, sa mère lui aurait envoyé un corbeau porteur d'un message.
En turc, Kuzgun  signifie corbeau.

## Grotte de Saint André
La tradition veut que Saint-André ait été le premier à professer le christianisme en Scythie Mineure, dans la région de Dobroudja, au sein des populations Daces (ancêtres des Roumains). George Alexandrou indique que l'apôtre aurait passé vingt ans en ermite en dans une grotte près du village désormais nommé Ion Corvin.
La légende est fondée sur des références de l'écrivain du IIIe siècle, Hippolyte de Rome dans "Des apôtres", mentionnant le voyage de Saint André en Scythie ainsi que sur des œuvres de plusieurs auteurs qui mentionnent également le voyage, tels qu'Eusèbe dans les Chroniques d'Eusèbe, Origène dans le troisième livre des Commentaires sur la Genèse (254 CE), Usaard dans son Martyre écrit entre 845-865, et Jacobus de Voragine dans la Légende dorée (vers 1260). La Scythie fait généralement référence à une terre dans ce qui est aujourd'hui la Roumanie (Scythie mineure), l'Ukraine et le sud de la Russie.
Il existe des toponymes et de nombreuses traditions très anciennes (comme les chants de Noël) liés à saint André, beaucoup d'entre eux ayant probablement un substrat préchrétien. A Dobroudja, une grotte où il aurait prêché, s'appelle "la grotte de Saint André" et est présentée comme lieu de pèlerinage.
En 1940, Ion Dinu, un avocat roumain, a découvert une grotte à Ion Corvin, et a fait savoir que Saint André vivait dans la grotte. Selon Dinu, la révélation de l'emplacement de la grotte lui serait venue en rêve. En 1943, la grotte a été consacrée et bientôt un monastère a été construit autour d'elle, appelé le "Monastère de la grotte Saint André l'Apôtre".
Les moines disent que des objets paléochrétiens ont été trouvés dans la grotte, mais qu'ils ont été perdus entre-temps. Néanmoins, les historiens et les archéologues pensent que les affirmations sur la grotte Saint-André sont fausses et que le christianisme primitif a été répandu par les prédicateurs dans les villes, pas dans les zones rurales, les grottes et les forêts.
Saint André est aujourd'hui considéré comme le premier évangélisateur du territoire sur lequel se trouve actuellement la Roumanie et il est célébré comme l'un des plus importants saints de l'orthodoxie roumaine. En 1994, Saint André a été nommé le saint patron de Dobroudja, en 1997 le saint patron de la Roumanie, tandis qu'en 2012, le 30 novembre est devenu un jour férié .

## Démographie
Au recensement de 2011, Ion Corvin comptait 1 844 Roumains (95,59 %), 26 Roms (1,35 %), 57 Turcs (2,95 %), 2 autres (0,10 %).
En 2022, le site internet de la commune indiquait une population de 2172 habitants.